# نور الدمرداش
نور الدمرداش (12 نوفمبر 1925 - 7 فبراير 1994)، مخرج وممثل مصري من مواليد طنطا.

## حياته
كان زوجاً للفنانة كريمة مختار وهو والد الإعلامي معتز الدمرداش. بدايته كانت في المسرح ثم السينما حيث أدى شخصية الشاب المستهتر في العديد من الأفلام، حصل على بكالوريوس التجارة عام 1955 ثم بكالوريوس المعهد العالي للفنون المسرحية عام 1956، عمل في مسرح زكي طليمات، ثم اتجه إلى السينما حيث شارك في العديد من الأعمال سواء بالتمثيل أو الإخراج، من أهمها (صغيرة على الحب، جريمة لم تكتمل، البقية تأتي، دقات على بابي)، وبالنسبة لمجال الدراما التلفزيونية فله العديد من الأعمال منها (رفاعة الطهطاوي، لا يا ابنتي العزيزة، هارب من الأيام)، توفي في 7 فبراير عام 1994 أثناء تصوير مسلسل (السقوط في بئر سبع) إثر أزمة قلبية حادة.

## أعماله

### تمثيل
- 1992: الشرس
- 1989: المولد
- 1989: أنا وأنت وبابا في المشمش
- 1989: حبيبي الذي لا أعرفه
- 1986: لا إله إلا الله - الجزء الثاني.
- 1986: رسالة إلى أبي (سهرة تلفزيونية).
- 1984: الاتحاد النسائي.
- 1971: الظريف والشهم والطماع.
- 1966: صغيرة على الحب
- 1964: الضحية (مسلسل إذاعي)
- 1963: عودة الروح (مسرحية).
- 1961: عنتر بن شداد
- 1961: أعز الحبايب.
- 1961: السبع بنات.
- 1960: عنتر يغزو الصحراء.
- 1958: شارع الحب.
- 1957: بورسعيد.
- 1956: نداء الحب.
- 1956: أنا عايزة مليونير (مسرحية)
- 1956: خميس الحادي عشر (مسرحية)
- 1955: قلبي يهواك
- 1954: خليك مع الله
- 1954: الأيدي الناعمة (مسرحية)
- 1953: موعد مع الحياة
- 1952: أنا وحدي
- 1952: قدم الخير
- 1952: قليل البخت
- 1952: على كيفك
- 1952: لأم القاتلة
- 1952: الإيمان
- 1951: ورد الغرام
- 1951: طيش الشباب
- 1951: البنات شربات
- 1950: المليونير
- 1950: الزوجة السابعة
- 1950:العقل زينة
- 1949: ليلة العيد
- الخطيئة الأولى (مسرحية).
- في بيتنا رجل (مسرحية).
- الناس اللي فوق (مسرحية).

### تأليف
- 1970: الرحلة (مسلسل).
- 1965:الرحيل (مسلسل).

### إخراج
- السقوط في بئر سبع مسلسل 1994 مخرج
- على عليوة مسلسل 1992 مخرج
- السبنسة مسلسل 1990 مخرج
- صادوه مسرحية 1989 إخراج تلفزيوني
- دقات على بابي فيلم 1989 مخرج
- فتى الأندلس مسلسل 1989 مخرج
- رفاعة الطهطاوي مسلسل 1987 مخرج
- دخان بلا نار فيلم 1986 مخرج
- سيدة الفندق مسلسل 1985
- محمد رسول الله ج(5) مسلسل 1985 مخرج
- زهرة والمجهول مسلسل 1984 مخرج
- الأب العادل مسلسل 1982
- عالم غريب مسلسل 1980 مخرج
- أصيلة مسلسل 1980
- لا يا ابنتي العزيزة مسلسل 1979 مخرج
- كيمو مسلسل 1979 مخرج
- الليلة الموعودة مسلسل 1978 مخرج
- السمان والخريف مسلسل 1978 مخرج
- صرخة بريء مسلسل 1978 مخرج
- التاكسي فيلم 1978 مخرج
- هاملت مسرحية 1978 مخرج
- بنت الأيام مسلسل 1977 مخرج
- مارد الجبل مسلسل 1977 مخرج
- العاصفة مسلسل 1977 مخرج
- إني راحلة مسلسل 1976 مخرج
- البقية تأتي فيلم 1975 مخرج
- على باب زويلة مسلسل 1975 مخرج
- تحفة ومشقاص في كفر البلاص مسلسل 1974 مخرج
- الأصيل مسلسل 1973 مخرج
- الدوامة مسلسل 1973 مخرج
- البحث عن فردوس مسلسل 1973 مخرج
- جريمة لم تكتمل فيلم 1972 مخرج
- الظريف والشهم والطماع فيلم 1971 مخرج
- موسيقى وجاسوسية وحب فيلم 1971 مخرج
- غراميات عفيفي مسرحية 1970 مخرج
- الجنة العذراء مسلسل 1970 مخرج
- سفاح رغم أنفه مسرحية 1970 مخرج
- الرحلة مسلسل 1970 مخرج
- أغاني في بحر الأماني مسلسل 1969 مخرج
- فندق الأشغال الشاقة مسرحية 1969 مخرج
- الكنز مسلسل 1969 مخرج
- الانتقام مسلسل 1969 مخرج
- أبدا لن أموت مسلسل 1969 مخرج
- بعد العذاب مسلسل 1969 مخرج
- السكرتير الفني مسرحية 1968 الإخراج التلفزيوني
- الدخيل فيلم 1967 مخرج
- ثمن الحرية فيلم 1967 مخرج
- البقية تأتي مسلسل 1966 مخرج
- الرحيل مسلسل 1965 مخرج
- الساقية مسلسل 1965 مخرج
- كليوباترا في خان الخليلي مسلسل 1965 مخرج
- الفرافير مسرحية 1964 الإخراج التلفزيوني
- أنا وهو وهي مسرحية 1964 مخرج
- الضحية مسلسل 1964 مخرج
- خيال المآتة مسلسل 1964 مخرج
- الزوج العاشر مسرحية 1964 مخرج
- هارب من الأيام مسلسل 1962 مخرج
- الحب لما يفرقع مسرحية 1962 مخرج
- السبنسة مسرحية 1962 مخرج
- أنا عايزة مليونير مسرحية 1956 مخرج
- خميس الحادي عشر مسرحية 1956 مخرج
- سهرة في الكراكون مسرحية 1956 مخرج
- زينب مسلسل 1900 مخرج
- النساء يعترفن سرا مسلسل 1900 مخرج
- حركة واحدة أضيعك مسرحية 1900 مخرج
- المغفلين الثلاثة مسرحية 1900 مخرج
- تاكسي - فيلم تلفزيوني مخرج
- لا تطفئ الشمس مسلسل مخرج
- الأخوين سهرة تلفزيونية مخرج
- السرداب سهرة تلفزيونية مخرج
- بداية ونهاية مسرحية مخرج
- ذات النطاقين سهرة تلفزيونية مخرج
- دخان الجريمة فيلم مخرج
- بصمات على الطريق سهرة تلفزيونية مخرج
- عيلة الدوغري مسرحية مخرج
- البركان مسلسل مخرج
- أنف وثلاث عيون مسلسل مخرج
- في ذكرى المولد سهرة تلفزيونية مخرج

### إنتاج
- 1979: طيور بلا أجنحة (مسلسل).

## وصلات خارجية
- نور الدمرداش على موقع IMDb (الإنجليزية)
- نور الدمرداش على موقع الدهليز
- نور الدمرداش على موقع قاعدة بيانات الأفلام العربية
- نور الدمرداش على موقع قاعدة بيانات الفيلم (الإنجليزية)